# Zalaniv, Rohatîn
Zalaniv (în ucraineană Заланів) este localitatea de reședință a comunei Zalaniv din raionul Rohatîn, regiunea Ivano-Frankivsk, Ucraina.

## Demografie
Componența lingvistică a localității Zalaniv
     Ucraineană (100%)
Conform recensământului din 2001, toată populația localității Zalaniv era vorbitoare de ucraineană (100%).